# Zapoljarnyj
Zapoljarnyj (rusky Заполярный) je ruské město na poloostrově Kola v Murmanské oblasti. Město leží 103 kilometrů severozápadně od Murmansku. Sídlo bylo založeno v roce 1955 a své současné jméno získalo o rok později. V roce 2002 v Zapoljarném žilo 18 640 obyvatel, v roce 2018 tento počet poklesl na 15 037 osob.

## Historie
První osada na místě dnešního města založili v roce 1955 geologové, kteří se podíleli na výstavbě Ždanovského důlního kombinátu (Ждановский горно-обогатительный комбинат) na Ždanovském ložisku měděných a niklových rud, které bylo objeveno v roce 1946. Za datum založení města je považován 4. květen 1955. Sídlo u důlního kombinátu bylo vybudováno pracovníky podniku Pečenganikelstroj a mládežnickými brigádníky - leningradskými komsomolci - a 20. dubna 1956 bylo úředně zapsáno pod názvem "Zapoljarnyj". V červenci 1959 byl Zapoljarnému připojena osada u železniční stanice Źdanovskaja na trati Kola - Pečenga. Výnosem Nejvyššího sovětu RSFSR z 1. února 1963 byl Zapoljarnému oficiálně udělen statut města. Dalším sídlem, které vzniklo v důsledku zahájení těžby Ždanovského ložiska, byla osada Pilgujarvi (Пильгуярви), která byla v roce 1958 přejmenována na obec Gornyj. Gornyj byl připojen k Zapoljarnému 30. března 1967.

## Ekonomika
Nejvýznamnějšími podniky na území města jsou důlní kombinát Pečenganikel, který je součástí koncernu Norilskij nikel, od roku 2016 Nornikel (Норильский никель, Норникель), a Kolskaja gorno-metalurgičeskaja kompanija (Кольская горно-металлургическая компания), která je rovněž dceřinou společností Nornikelu.